# Serralada Prelitoral Catalana
La Serralada Prelitoral és una unitat de relleu a Catalunya. Forma part de les Serralades Costaneres. Se situa en paral·lel a la costa, però a una distància d'aquesta d'entre 30 i 60 km, entre el límit amb el País Valencià i l'Aragó i la Serralada Transversal.
Finalment, la serra de l'Espina enllaça amb els Ports de Tortosa-Beseit, que formen part del Sistema Ibèric.

## Serres
De nord a sud, la Serralada Prelitoral comprèn la confluència amb la Serralada Transversal per mitjà de la Serra de les Guilleries. El Montseny, Sant Llorenç de Munt, Montserrat, la de Queralt, el Picorandan, la de Prades, la serra de Montsant, les muntanyes de Tivissa-Vandellòs, el massís de Cardó, la serra de Cavalls i la serra de Pàndols.

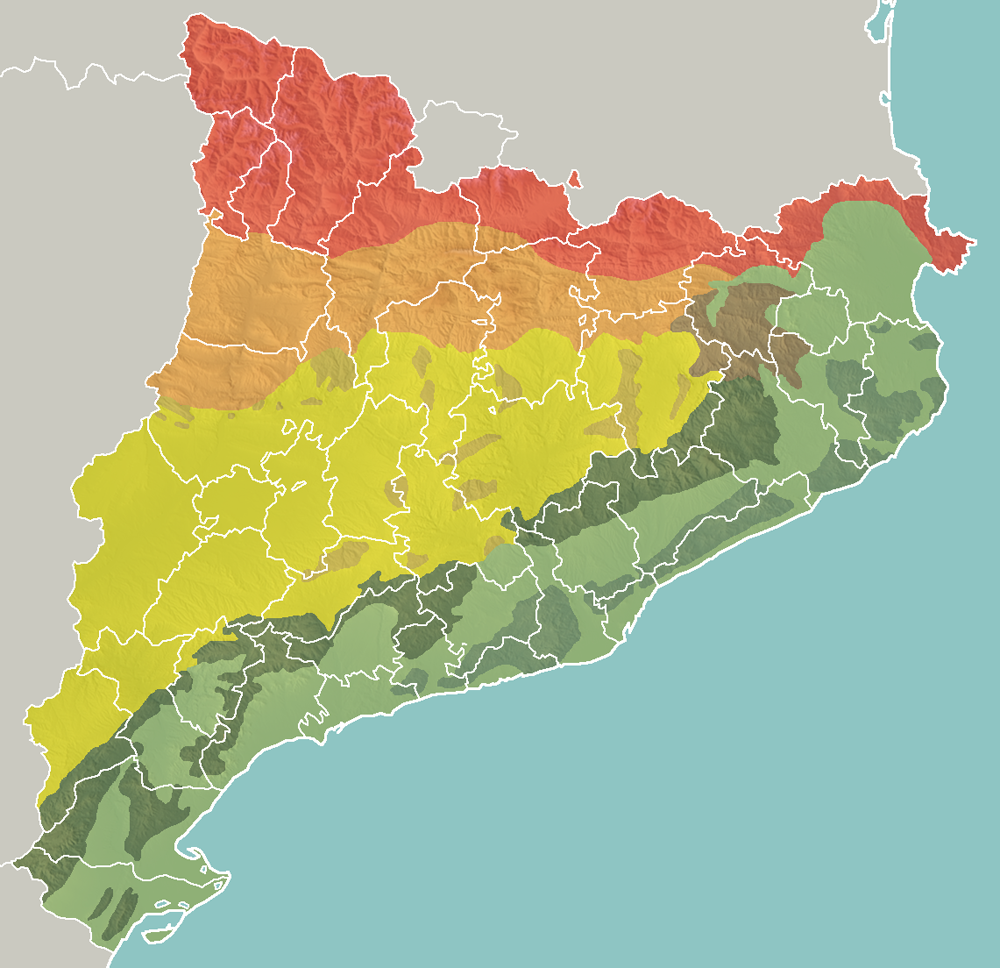
Mapa de les diverses unitats morfoestructurals de Catalunya:

| Pirineus Prepirineus Depressió Central Petits contraforts de la Depressió Central | Serralada Transversal Serralada Prelitoral Serralada Litoral Depressió Litoral i Prelitoral i altres planes costaneres |

## Cims principals
- Turó de l'Home (1.712 m) al Montseny (el Vallès Oriental)
- les Agudes (1.706 m) al Montseny (la Selva i el Vallès Oriental)
- Matagalls (1.700 m) al Montseny (Osona i el Vallès Oriental)
- Caro (1.447 m) als Ports de Beseit (el Baix Ebre)
- Sant Jeroni (1.236 m) a Montserrat (el Bages i l'Anoia)
- Tossal de la Baltasana (1.201 m) a la Serra de Prades (el Baix Camp i la Conca de Barberà)
- Mola d'Estat (1.126 m) a la Serra de Prades (el Baix Camp i la Conca de Barberà)
- Piló dels Senyalets (1.115 m) a la Serra de Montsant (el Priorat)
- La Mola (1.095 m) a Sant Llorenç del Munt (el Vallès Occidental)
- El Montcau (1.023 m) a Sant Llorenç del Munt (el Vallès Occidental i el Bages)
- Puig de Formigosa (991m) a la Serra del Montmell (Alt Camp)
- El Montagut (Querol) (965m) a la Serra del Montmell (Alt Camp)
- Creu de Santos (941 m) a la Serra de Cardó (el Baix Ebre i la Ribera d'Ebre)
- Mola de Colldejou (922 m) a la Serra de l'Argentera (el Baix Camp i el Priorat)
- la Miranda (919 m) a la Serra de Llaberia (el Baix Camp i el Priorat)
- Tossal Gros (867 m) a la Serra de Miramar (Alt Camp)

## Espais protegits

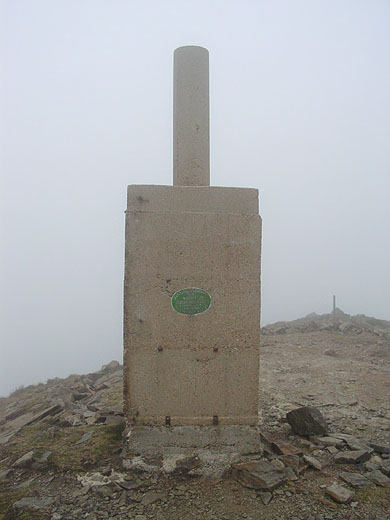
El cim del Turó de l'Home (1.706,7 m), al Montseny, és el punt més elevat de la Serralada Prelitoral

Entre els espais protegits de la Serralada Prelitoral, hi ha el Parc Natural del Montseny, el Parc Natural de Sant Llorenç del Munt i l'Obac, el Parc Natural de Montserrat, el Parc Natural dels Ports de Tortosa-Beseit i el Parc Natural de la Serra de Montsant.